# Calafat
Calafat (Ausspracheⓘ) ist eine Stadt im Kreis Dolj in der historischen Region Kleine Walachei in Rumänien und liegt am Grenzfluss Donau gegenüber der bulgarischen Stadt Widin.

## Geographische Lage

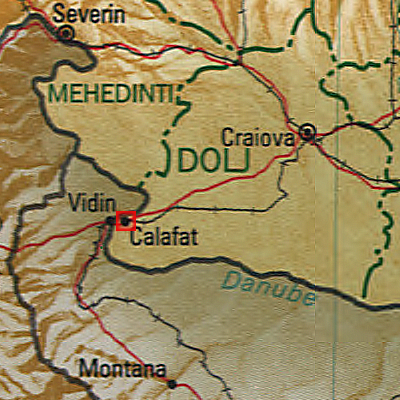
Calafat (rotes Viereck) – Rumänien – Nachbarorte: Craiova, Widin (Bulgarien), Drobeta Turnu Severin, Montana (Bulgarien)

Calafat liegt im Süden Rumäniens, in der historischen Region Oltenien, am linken Ufer der Donau an der Grenze zwischen Bulgarien und Rumänien. An der Nationalstraße DN56 – Teil der Europastraße 79 – und der Bahnstrecke Craiova–Calafat, befindet sich die Kleinstadt etwa 90 Kilometer südwestlich von der Kreishauptstadt Craiova entfernt.

## Geschichte
Die Stadt wurde im 14. Jahrhundert von Kolonisten aus Genua gegründet. Sie beschäftigten dort eine hohe Anzahl von Arbeitern zum Reparieren von Schiffen, die sich „Calfats“ (von Kalfatern) nannten. Diese Industrie gab der Stadt den Namen. Auch viele Unternehmen aus der Textilindustrie waren hier tätig. Am 26. Juni 1790 befreiten die vom Grafen von Clerfait und von Carbonne befehligten kaiserlichen Truppen Calafat im Laufe des Russisch-Österreichischen Türkenkrieges von der osmanischen Herrschaft. Trotz des Vormarsches der kaiserlichen Truppen musste jedoch Calafat laut dem Frieden von Swischtow abgetreten werden. Im Jahr 1854 wurde die russische von der türkischen Armee unter Ahmet Pascha besiegt, denen hier ein Überraschungsangriff auf das Lager der Russen gelang.

## Bevölkerung
Im Jahr 1900 betrug die Einwohnerzahl 7113, im Jahr 2000 waren es 21.227. Laut einer Volkszählung lebten im Jahr 2002 dort 18.858 Einwohner. Davon waren es 18.030 Rumänen, 777 Roma, 25 Griechen, 7 Ukrainer, 5 Ungarn, 4 Italiener, 2 Deutsche, 2 Kroaten, je ein Bulgare, Tscheche, Türke und drei andere.

## Sehenswürdigkeiten
- Die orthodoxe Kirchen Sf. Mucenic Gheorghe von 1856 (auf dem Areal des Krankenhauses), die Adormirea Maicii Domnului von 1869[4] , die Izvorul Tămăduirii[5] und die Sfântul Nicolae[6] aus dem 19. Jahrhundert  stehen unter Denkmalschutz.[7]
- Der Palast Marincu[8] zwischen 1904 und 1907 errichtet, dient seit 1967 als Museum. Er steht unter Denkmalschutz.[7]
- Das Denkmal des 100. Jahrestages (rumänisch Monumentul Centenarului Independenței) 1980 von Pavel Bucur (1945–2016) errichtet.[9]

## Verkehr
Von Calafat gab es eine Fährverbindung ins bulgarische Vidin. Seit 2015 ist diese Verbindung inaktiv, da nur noch an der neuen Brücke Grenzkontrollen stattfinden können. Eine Fährverbindung für Fahrzeuge unter 3,5 Tonnen über die Donau nach Bulgarien ist etwa 100 Kilometer östlich von Calafat, bei Bechet in die bulgarische Stadt Orjachowo, vorhanden.
In Calafat zweigt der Drum național 55A ab und führt in östliche Richtung durch die Rumänische Tiefebene (Câmpia Română) in die etwa 100 Kilometer entfernte Kleinstadt Bechet und die viel befahrene DN56 führt über die Donaubrücke ins bulgarische Widin.
Ab dem 14. Juni 2013 nahm zudem die Donaubrücke 2 ihren Betrieb auf, an der seit dem Jahr 2007 gebaut wurde.

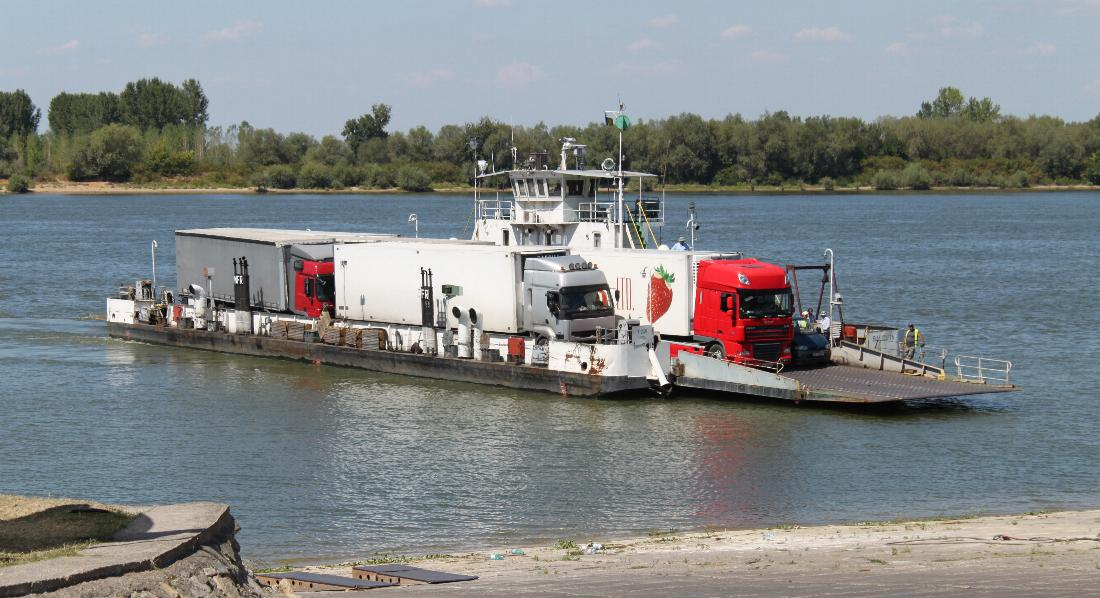
Donaufähre bei Calafat (2011)
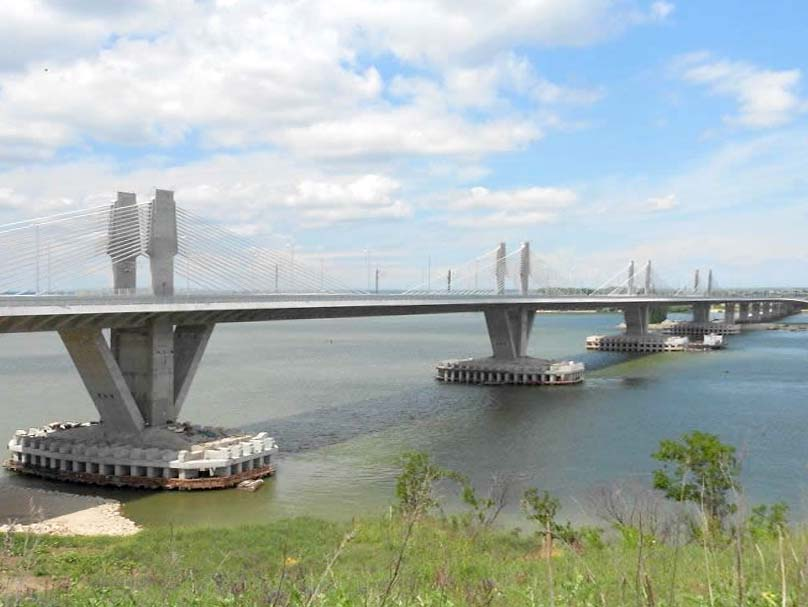
Donaubrücke 2

## Städtepartnerschaften
Calafat pflegt seit 2004 eine Partnerschaft mit Duiven in den Niederlanden und seit 2011 mit der italienischen Gemeinde Almenno San Bartolomeo.